# Sempervivae

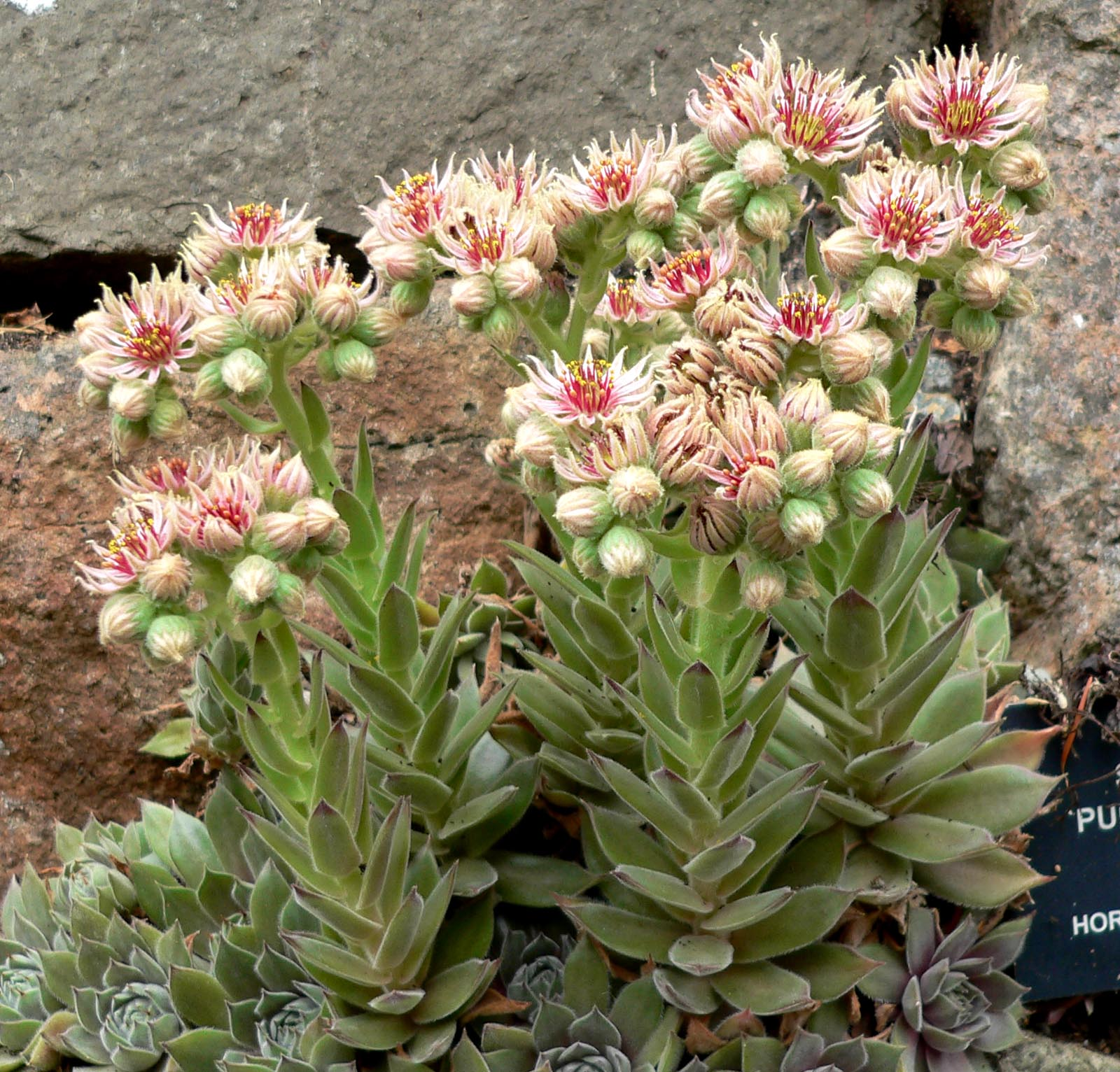
Sempervivum

Sempervivae, na classificação taxonômica de Jussieu (1789), é uma ordem botânica da classe Dicotyledones, Monoclinae (flores hermafroditas ), Polypetalae ( corola com duas ou mais pétalas) e estames perigínicos (quando os estames estão inseridos à volta do nível do ovário).
Apresenta os seguintes gêneros:
- Tillaea, Crassula, Cotyledon, Rhodiola, Sedum, Sempervivum, Septas, Pentherum.